# 弁護士賠償責任保険
弁護士賠償責任保険（べんごしばいしょうせきにんほけん）は、専門職業人賠償責任保険の一つで、弁護士業務に過誤があり、弁護士に依頼した者などに経済的損害を与えた場合の賠償責任をカバーする保険である。

## 保険契約者
弁護士の団体である全国弁護士協同組合連合会や弁護士会、個別の弁護士事務所である。

## 被保険者
原則として弁護士（個人）であるが、弁護士法人に所属する弁護士の場合は、被保険弁護士の業務に関する限り弁護士法人も追加被保険者となる。なお、弁護士の使用人その他業務の補助者の行為に関しては、故意でない限り保険金支払後の求償権を保険会社は行使しないので、これらの者も間接的に保障されている。

## 事故日と保険期間との関係
この保険にでは過失行為を保険事故とし、その発生日を事故日とするが、保険期間（1年間）とそれに続く5年間または10年間の賠償請求期間（約定による）内に関連した損害賠償請求があることの条件を満たす必要がある（いわゆるテールカバー条件付の事故発生日ベース）。

## 填補する損害
弁護士が次の業務（下記事故例にあるとおり、不作為も含む）に起因して他人に損害を与えたことにより法律上の損害賠償責任を負担することによって被る損害を填補する。実際の損害賠償責任の有無、損害賠償額等については弁護士等の専門家により構成される審査会により審査される。
- 弁護士法第3条に規定する業務
- 後見人・保佐人・補助人・財産管理人・清算人・検査役・管財人・整理委員・個人再生委員などの資格で行う法律事務。なお、弁護士が公務員や法人の役員として行う業務は対象外。

## 主な免責事項
- 保険契約者・被保険者の故意
故意はそもそも損害保険では絶対的免責である。
- 被保険者の犯罪行為（過失犯を除く）または他人に損害を与えるべきことを予見しながら行った行為
故意免責を主張することは実務上難しいので犯罪として立件された場合を免責事項に加えている。また、被保険者に注意義務に鑑み（例えば、弁護士の職務規程等に違反しているなど）についても免責としている。
- 公務員や法人の役員として行った行為
- 他人の身体障害・財物損壊
ただし、証拠書類・証拠物の損壊、執行行為に付随して生じた財物損壊は除く。ここで免責とされるものは施設担保追加条項で復活担保する。
- 他人との約定により加重された責任
- 被保険者が所有・使用・管理する財物の損壊
これは受託者特約条項や別途付帯される運送保険により担保する。

## 事故例

### 期限徒過の事例
- 上告理由書の提出期限や控訴期限を徒過し、敗訴してしまった。
- 破産債権の届出期限を徒過し、債権回収ができなくなった。
- 破産申立を受任しながら免責申立期間を徒過し、免責を受けられなくなった。

### 法令等の適用誤り
- 時効その他の抗弁が可能であるのに見落とし、債務を負担してしまった。
- 類似事例に関して敗訴の判例があるにもかかわらず、勝訴すると軽信し、訴訟を遂行したが敗訴してしまった。
- 仮差押をすべきなのに怠り、債権回収の機会を失った。
- 交通事故で依頼者の過失が大きいと誤信し、和解を勧め和解が成立したがそもそもの過失認定が誤っていた。